# Szigetvár
Szigetvár (chorvatsky Siget, turecky Zigetvar, srbsky Sigetvar) je město v Maďarsku v župě Baranya, žije zde přibližně 9 500 obyvatel.

## Poloha
Město leží v jižní části Zadunají, na západním okraji župy Baranya, na jižních svazích Zselického pohoří, na rovině asi 8 km od prvních vrchů. Město je rozděleno na dvě části potokem Almás-patak, který se před svou regulací často rozvodňoval, a proto je v místě spoustu bažin. 30 km od města leží hranice s Chorvatskem. Szigetvár je vzdálen 35 km od Pécsi (Pětikostelí) a 40 km od Kaposváru. 

## Název
Název města je maďarského původu a odkazuje na hrad (vár) na ostrově (sziget). Odtud byl přijat do dalších jazyků, včetně slovanských. Občas se ve starší češtině objevuje název Sihoť, podle poslovenštěného názvu pro ostrov. V historických zdrojích se v němčině objevuje také kalkem  jako Inselburg.

## Historie
Stálé osídlení zde existovalo již v dávnověku. Vykopávky odhalily sekery, závaží a další objekty z období neolitu a doby bronzové. Žili zde Keltové, potom Římané a nakonec před příchodem Maďarů do Karpatské kotliny také Avaři. 
V roce 1391 je poprvé zmiňován rod Zygethů, který si zbudoval sídlo na ostrově podobném pásu země, který obklopoval rozbahněné okolí potoka Almás. Později zde vznikl hrad s věží s kruhovým půdorysem. Součástí hradu byla také i obytná třípatrová věž. Město s tržním právem vzniklo nejspíše v druhé polovině 15. století na dalším ostrově uvedeného potoka. 
K roku 1449 zde bylo castrum (hrad) a v roce 1463 oppidum (polní město), tedy městečko. V roce 1463 byl Sziget předán rodu Garaiů a k roku 1473 byl v držení Ambruse Töröka de Enying. Po Ambrusově smrti v roce 1491 zdědil Sziget jeho syn Imre a v roce 1521 jej zdědil Bálint Török, který jej k roku 1530 rozšířil, opevnil a proměnil ve skutečnou pevnost. 
Roku 1556 se zde odehrála legendární bitva, ve které Mikuláš Zrinský se svými vojáky vyrazili branou hradu do posledního boje proti padesátinásobné přesile Turků. Mikuláši Zrinskému tu byla vztyčena jezdecká socha a bitvu připomíná muzeum v Andrássyho paláci. V roce 1994 byl v místě bitvy otevřen pamětní park maďarsko-tureckého přátelství, který má událost připomínat.
Původní pevnost byla Turky během dlouhé okupace srovnána se zemí. Když v roce 1689 bylo město osvobozeno (během tzv. velké turecké války), již zde nestál. Po roce 1960 byl částečně obnoven. Dochovala se mešita v centrální části areálu. Hrad měl původně čtyři bašty v rozích. Kvůli strategickému významu sídla zde nicméně byla přítomno i habsburské vojsko ještě minimálně sto let po odchodu Turků.
Díky železniční trati Pécs-Barcs, která byla uvedena do provozu v květnu 1868, získal Szigetvár napojení na uherskou železniční síť a tím se mu otevřela cesta pro další rozvoj, především průmyslu a ekonomiky. V roce 1891 zde žilo 5078 obyvatel. Roku 1902 města dosáhla druhá trať, a to z Kaposváru. První velký závod, parní mlýn s názvem Fehér, zahájil provoz v roce 1881 a o několik let později, v roce 1884, zahájila výrobu obuvnická továrna. I společnost se posouvala směrem k moderní podobě: v 80. a 90. letech 19. století byl založen např. Sbor dobrovolných hasičů Szigetvár, Muzejní spolek Mikuláše Zrínského, Kruh přátelství Szigetvárského hradu, dále škola (chlapecká a dívčí) a nemocnice. Město tvořila víceméně pevnost, zástavba okolo hlavní silnice (dnes Széchenyiho ulice) a původně malá vyvýšená oblast čtvercového půdorysu před pevností s několika kostely. 
V důsledku výsledků první světové války sice nebyl Szigetvár oddělen od Maďarska novými hranicemi, nicméně dostal se pod srbskou okupaci jako součást republiky Baranya-Baja. Později bylo vráceno pod maďarskou kontrolu.
Roku 1937 byla zprovozněna místní konzervárna. Do druhé světové války se zástavba města rozšířila na západním okraji mimo hlavní silnici. 
Město patřilo k župě Somogy až do správní reformy v roce 1950, kdy byla část župy Szigetvár připojena k župě Baranya. V roce 1966 získal Szigetvár městská práva. Později byla hlavní silnice přeložena směrem k nádraží a pryč z centra města, čímž došlo k dopravnímu zklidnění.
V roce 2011 maďarský parlament udělil Szigetváru titul "Nejhrdinštější město" (Civitas invicta) za nezdolnou odvahu obránců Szigetváru, jejich příkladnou lásku k vlasti a ochotu k obětem. V roce 2016 zde byl objeven údajný hrob sultána Sulejmana I. Bylo zde nicméně pohřbeno jen jeho srdce.
Roku 2021 získal Szigetvár titul Nejstatečnější město.

## Obyvatelstvo

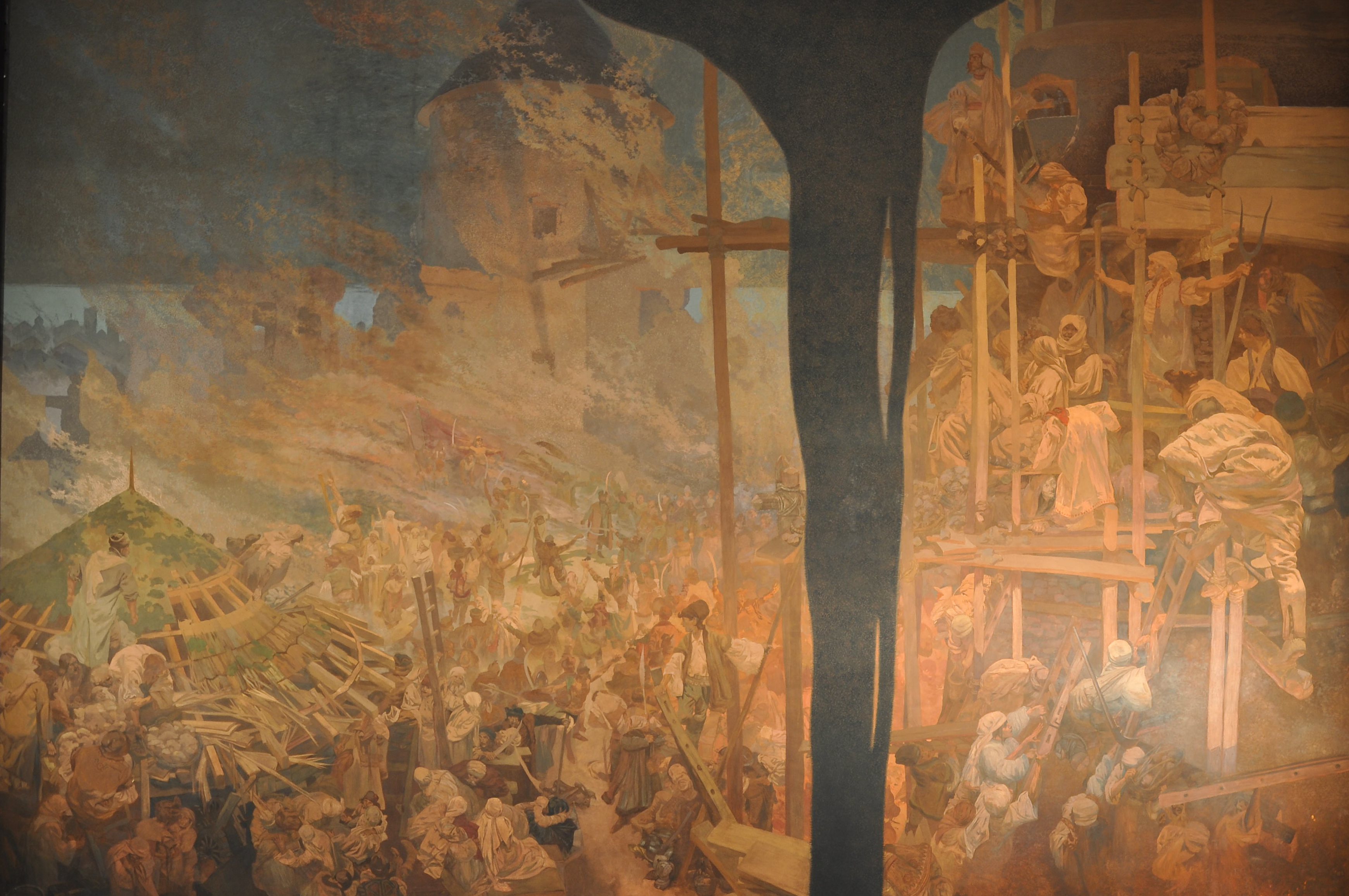
Obraz Hájení Sigetu proti Turkům Mikulášem Zrinským z cyklu Slovanská epopej od Alfonse Muchy, 1914

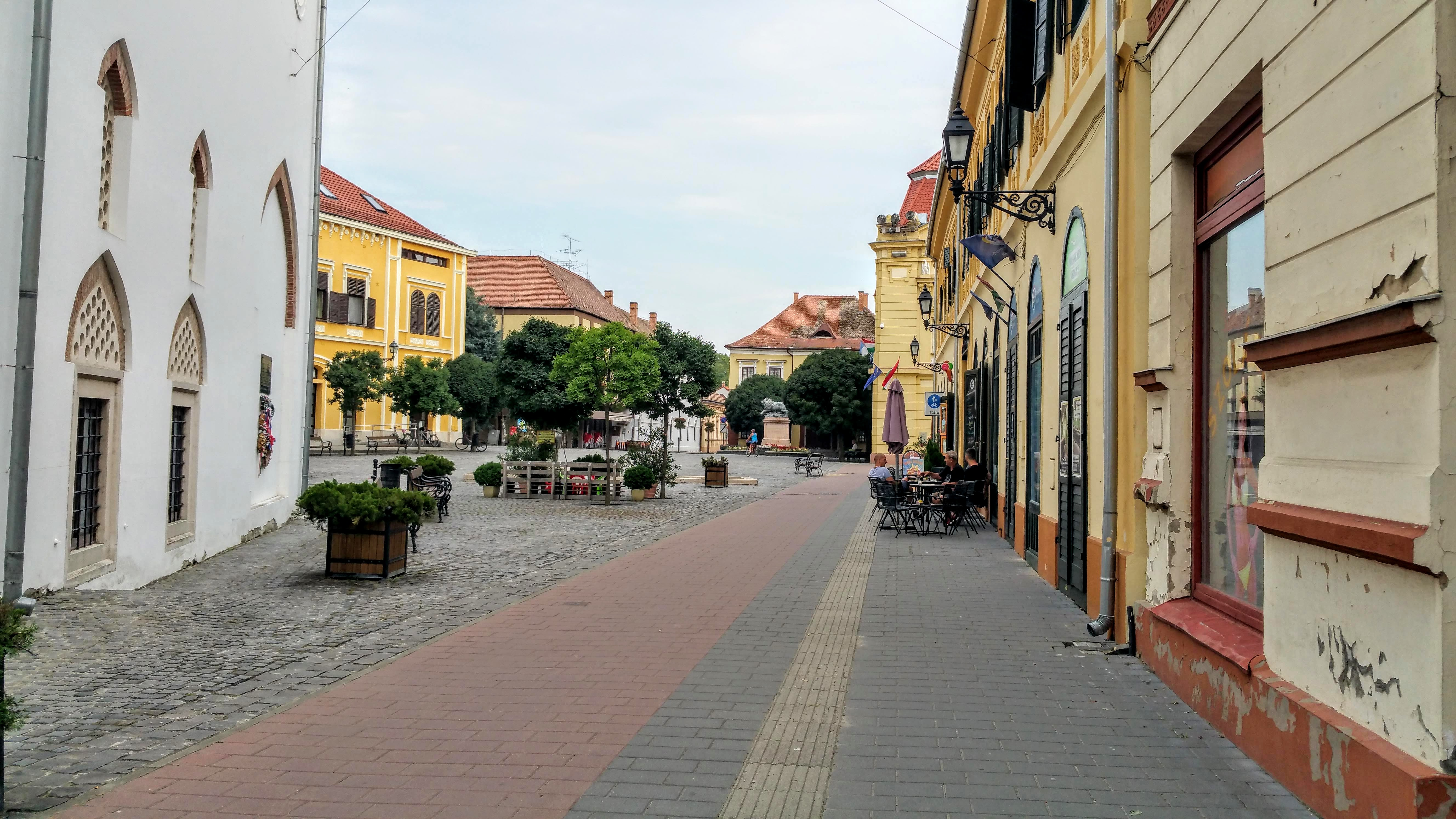
Zrinského náměstí ve středu města.

V roce 2007 měl Szigetvár 11 103 obyvatel, z nichž se 93,3 % deklarovalo jako Maďaři, 2 % jako Romové, 0,7 % jako Chorvati, 0,7 % jako Němci a 6,6 % uvedlo jinou národnostní příslušnost nebo neodpovědělo. Celkem 62 % se hlásí k Římskokatolické církvi a cca 12 % ke kalvinismu. Počet obyvatel města dlouhodobě klesá, mimo jiné i vlivem vnitrostátní migrace.
Chorvatská národnostní menšina má vlastní samosprávnou organizaci ve městě.

## Kulturní instituce
Mezi kulturní instituce v Szigetváru patří např. kulturní centrum, které vzniklo podle projektu maďarského architekta Imreho Makovcze.

## Pamětihodnosti
Nejvýznamnější pamětihodností je vodní hrad. Pevnost na tomto strategickém místě vybudovali již Keltové a Římané. Hrad, který tu dnes stojí, byl vybudován na umělém ostrově. Dnes se z původní stavby nicméně dochovaly jen části. Ze severní a severozápadní strany původní hrad obklopuje rozsáhlý park. Pevnost byla v roce 2023 zrekonstruována.
Dále zde stojí barokní kostel sv. Roka, který vznikl přestavbou Ali Pašovy mešity v roce 1788. Rukopis islámské architektury je v presbytáři přítomen. Stavba je navíc orientována odlišně od okolní zástavby, neboť původní mešita byla směřována směrem k mekkce.
Dochoval se rovněž i zájezdní hostinec (han, karavanseráj), který je provozován při místním muzeu. Je známý též jen jako turecký dům (maďarsky Török ház).
Památkově chráněná je dále i místní radnice postavená v historizujícím stylu. Ve stylu uherské secese vznikla také střední škola Mikuláše Zrinského. 
V Szigetváru se také nachází léčebné lázeňské zařízení. Historie využívání místních pramenů termální vody sahá až do roku 1966, kdy byl odhalen zdroj vody v hloubce 800 m a o teplotě 62 °C. Pramen obsahuje sůl, uhlovodíky a flour, slouží k léčení revmatických chorob. 

## Turistika a rekreace
Prameny s horkou slanou a jodovou vodou, jejíž teplota dosahuje 63 °C, napájí termální lázně, které mají přinášet úlevu od revmatických chorob.
Od roku 1833 se každý rok odehrává v Szigetváru festival, který připomíná události dávné bitvy a obléhání pevnosti.
Ve městě byla natočena značná část seriálu maďarské televize s názvem Kisváros (městečko).

## Doprava
Městem prochází železniční trať z Pécsi do města Barcs na chorvatsko-maďarské hranici. Město má jedno železniční nádraží, které je umístěno jižně od středu města, při autobusové stanici.
Ve stejném směru potom vede i silnice celostátního významu č. 6. Původně vedla do Szigetváru i železniční trať z Kaposváru, ale ta byla v roce 1976 uzavřena pro osobní dopravu. Výhledově má města dosáhnout rovněž i dálnice M60, která bude pokračovat dále k řece Drávě a do Chorvatska.

## Partnerská města
- Imatra, Finsko
- Eppingen, Německo
- Trabzon, Turecko
- Deva, Rumunsko